# Leçon (philologie)
Pour les articles homonymes, voir leçon.
La leçon d'un texte est, en philologie, l'une des versions de ce texte (en général pour parler des textes anciens, antiques ou médiévaux : on dira, par exemple, que La Chanson de Roland a plusieurs leçons). L'imprimerie n'existant que depuis le XVe siècle en Occident, la diffusion des textes ne s'est faite, pendant toute une époque, que par recopiage manuscrit. En raison de facteurs divers, comme des changements de typographie (passage de l'onciale à la minuscule caroline par exemple), toutes sortes d'erreurs se sont introduites dans la tradition manuscrite.
Ces différentes leçons sont répertoriées dans ce qu'on appelle l'apparat critique. L'étude de ces différentes leçons relève du domaine de la critique textuelle. 

## Origines du mot
Le terme leçon est emprunté vers 1135 au latin lectionem : la notion de lecture et le fait de lire sont concomitants du mot. En effet, leçon a alors le sens de « texte sacré » : lectionem étant l'accusatif de lectio, lecture, il est logique que leçon signifie « texte lu » dès son origine.
Cependant, parallèlement à ce sens, se développe dès le XIIe siècle le sens de « ce qu'un élève doit apprendre », et, par métonymie, « l'enseignement que dispense le maître ». Un tel glissement de sens n'est pas étonnant lorsque l'on considère qu'à cette époque l'instruction des enfants ou des jeunes gens était en général assurés par les gens de l'Église.